# Вишевице
Вишевице су насељено мјесто у Босни и Херцеговини, у општини Котор Варош, ентитет Република Српска.

## Становништво
Према попису становништва из 1991. године, мјесто је имало 372 становника.
| Демографија | Демографија | Демографија |
| Година      | Становника  | Становника  |
| ----------- | ----------- | ----------- |
| 1961.       | 255         |             |
| 1971.       | 318         |             |
| 1981.       | 322         |             |
| 1991.       | 372         |             |